# Miss Trans Star International
Miss Trans Star International és un concurs de bellesa per a dones transgènere. Es va realitzar per primera vegada en 2010 a Barcelona, Catalunya. La guanyadora rep una corona i diners en efectiu. L'elecció va ser organitzada per Rincon Tranny en 2010 i per LadyJulia en 2012. En 2016, el concurs es va anomenar Miss Trans Star International.

## Guanyadores
| Any  | Nom              | Nació       | Nombre de participants |
| ---- | ---------------- | ----------- | ---------------------- |
| 2018 | Kulchaya Tansiri | Tailàndia   | 19                     |
| 2017 | Biw Kanitnum     | Tailàndia   | 30                     |
| 2016 | Rafaela Manfrini | Brasil      | 28                     |
| 2015 | Vanessa López    | Xile        | 25                     |
| 2013 | Jade Gómez       | Puerto Rico | 15                     |
| 2012 | Lavine Holanda   | Rússia      | 16                     |
| 2010 | Bruna Geneve     | Suïssa      | 16                     |